# Estación La Escondida
La Escondida es una estación de ferrocarril ubicada en las afueras de la localidad homónima, Departamento General Donovan, provincia del Chaco, Argentina

## Servicios
No presta servicios de pasajeros, sólo de cargas de la empresa estatal Trenes Argentinos Cargas. Las vías por donde corren los trenes corresponden al Ramal C3 del Ferrocarril General Belgrano. Eso fue en el pasado (muchísimos años), hoy no existen ni las vías. Su nombre correcto es "La Escondida , Desvío Km.548" 
.  Fue Decretado su nombre por el presidente Agustín P. Justo con fecha 9 de julio de 1934. Está situada sobre la ex Ruta Nacional 16 a unos 4 km al sur de la localidad de La Escondida.